# Кауфман, Рихард фон
Рихард фон Кауфман (нем. Richard von Kaufmann; 29 марта 1850, Кёльн — 12 марта 1908, Берлин) — немецкий экономист.

## Биография
Профессор в Берлинском университете и в Высшей технической школе в Шарлоттенбурге.
Известен также археологическими работами и раскопками в Малой Азии, Северной Сирии и Египте.

## Основные труды
- «Албания и албанцы» (нем. Albanien und die Albanesen; Берлин, 1879)
- «Сахарная промышленность и её экономическое и налоговое значение для европейских стран» (нем. Die Zuckerindustrie in ihrer wirtschaftlichen und steuerfiskalischen Bedeutung für die Staaten Europas; Берлин, 1879)
- «Представительство экономических интересов в европейских государствах» (нем. Die Vertretung der wirtschaftlichen Interessen in den Staaten Europas; Берлин, 1879)
- «Таможенный союз в Центральной Европе» (фр. L’association douanière de l’Europe centrale; Париж, 1879)
- «Финансы Франции» (нем. Die Finanzen Frankreichs; Лейпциг, 1882)
- «Реформа торговой и ремесленной палат» (нем. Die Reform der Handels— und Gewerbekammern; Берлин, 1883)
- «Официальные расходы основных европейских держав по их целевому назначению» (нем. Die öffentlichen Ausgaben der grössern europ. Länder nach ihrer Zweckbestimmung; 3-е изд., Йена, 1893).